# Ria d'Ares
La ria d'Ares és una ria de la província de la Corunya, a Galícia, que forma part de les Rías Altas i de l'Arc Àrtabre. Es troba entre la ria de Ferrol i la ria de Betanzos, amb la qual s'uneix a Punta Carboeira.
Està formada per la desembocadura del riu Eume i banya les costes dels municipis d'Ares, Cabanas, Pontedeume i Fene. A la ria hi trobem el port de Redes.